# Janice Young Brooks
Pour les articles homonymes, voir Brooks.
Janice Young Brooks, née le 11 janvier 1943 à Kansas City dans le Missouri et morte le 12 juillet 2023, est une écrivain américaine, auteur de roman policier. Elle a utilisé les pseudonymes de Jill Churchill, Valerie Vayle et Amanda Singer au cours de sa carrière. Ses écrits ne sont pas traduits en français.

## Biographie
Elle étudie à l'université du Kansas puis à l'université du Missouri à Kansas City. Elle devient enseignante en école primaire, puis, entre 1978 et 1992, est critique littéraire pour le journal The Kansas City Star.
Elle débute comme romancière en 1975 et signe, sous son patronyme, plusieurs romans historiques. Elle publie également quelques romans d'amour sous les pseudonymes de Valerie Vayle et Amanda Singer. Elle s'essaie au roman policier en 1989, sous le nouveau pseudonyme de Jill Churchill. Ses premiers écrits mettent en scène la veuve Jane Jeffry. Vivant dans la banlieue de Chicago, elle participe régulièrement aux enquêtes policières accompagnée de son voisin et meilleur ami Shelley Nowack. Le premier volume de la série remporte le prix Macavity et le Prix Agatha du meilleur premier roman. Elle imagine une seconde série récurrente en 1999 qui met en scène la famille Brewster durant la Grande Dépression.

## Œuvre

### Sous le pseudonyme de Jill Churchill

#### Série Jane Jeffry
- Grime and Punishment (1989)
- A Farewell to Yarns (1991)
- A Quiche Before Dying (1993)
- The Class Menagerie (1994)
- A Knife to Remember (1994)
- From Here to Paternity (1995)
- Silence of the Hams (1996)
- War and Peas (1996)
- Fear of Frying (1997)
- The Merchant of Menace (1998)
- A Groom With a View (1999)
- Mulch Ado About Nothing (2000)
- The House of Seven Mabels (2002)
- Bell, Book, and Scandal (2003)
- A Midsummer Night's Scream (2004)
- The Accidental Florist (2007)

#### Série Grace and Favor
- Anything Goes (1999)
- In the Still of the Night (2000)
- Someone to Watch Over Me (2001)
- Love for Sale (2003)
- It Had to Be You (2004)
- Who's Sorry Now? (2005)
- Smoke Gets in Your Eyes (2013)

### Sous le nom de Janice Young Brooks
- Kings and Queens: The Plantagenets of England (1975)
- In Love's Own Time (1977)
- Forbidden Fires (1977)
- Seventrees (1981)
- Still the Mighty Waters (1983)
- Our Lives, Our Fortunes (1984)
- Glory (1985)
- The Circling Years (1986)
- Season of Desire (1986)
- Crown Sable (1986)
- Cinnamon Wharf (1988)
- Guests of the Emperor (1990)
- The Herron Heritage (1992)

### Sous le pseudonyme d'Amanda Singer
- Ozark Legacy (1975)

### Sous le pseudonyme de Valerie Vayle
- Lady of Fire (1980)
- Seaflame (1980)
- Oriana (1981)
- Mistress of the Night (1986)
- Nightfire (1986)

## Prix et distinctions notables
- Prix Agatha du meilleur premier roman en 1989 avec Grime and Punishment
- Prix Macavity du meilleur premier roman en 1990 avec Grime and Punishment